# Evandro Junior
Evandro Buquera de Freitas Oliveira Júnior (Curitiba, 16 de março de 1988) é um político brasileiro.

## Vida Pública
Nascido em Curitiba, tem sua base eleitoral na região de Maringá. É neto do ex-governador Hermas Brandão.
Foi eleito vereador de Maringá na eleição de 2008, obteve 3220 votos, sendo o sexto mais votado.
Na eleição de 2010, foi candidato a deputado estadual, eleito com mais de 41 mil votos.
Disputou a reeleição em 2014, sendo o nono candidato mais votados, com 64.467 votos, conseguindo assim um novo mandato. Disputou a reeleição em 2018, mas acabou derrotado. 